# جون فونسيكا
جون فونسيكا (بالإنجليزية: John Fonseca) هو لاعب كاراتيه أمريكي، ولد في القرن العشرين.